# Бауэр, Андре
Андрей Бауэр (фр. Andre Bauer, нем. Andreas Bauer; 24 ноября 1866, Гебвиллер — 9 июля 1900[…], Тайюань) — святой Римско-католической церкви, член монашеского ордена францисканцев, мученик.

## Биография
В подростковом возрасте Андрей Байэр вступил в третий орден францисканцев. Когда ему было двадцать лет, монашеское начальство отправило его в Англию. После возвращения из Англии Андрей Бауэр служил кирасиром в течение трёх лет, после чего снова вернулся в монастырь.
В 1898 году во Италию прибыл епископ Франциск Фоголла, который путешествовал по Европе, чтобы рассказывать о католической миссии в Китае и собирать денежные средства для миссий. К нему присоединились девять молодых священников, семь монахинь их конгрегации «Францисканки-миссионерки Марии». К этой группе, желающей заниматься миссионерской деятельность в Китае, также присоединился и Андрей Бауэр. 4 мая 1899 года группа прибыла в Тайюань.
Во второй половине XIX века в Китае были сильные антихристианские настроения. Они достигли своего пика в 1899—1901 годах. во время восстания восстание боксёров, когда в Китае началось массовое преследование христиан. В начале июля 1900 года была арестована большая группа христиан, среди которых были два католических епископа, семь семинаристов и семь монахинь. Среди арестованных был Андрей Бауэр. 9 июля 1900 года по приказу губернатора провинции Шаньси Юй Сяня эта группа христиан была казнена.

## Прославление
Андрей Бауэр был беатифицирован 27 ноября 1946 года римским папой Пием XII и канонизирован 1 октября 2000 года римским папой Иоанном Павлом II вместе с группой 120 китайских мучеников.
День памяти в Католической церкви — 9 июля.

## Источник
- George G. Christian OP, Augustine Zhao Rong and Companions, Martyrs of China, 2005, стр. 19  (англ.)